# 파르마 공작 카를로 3세

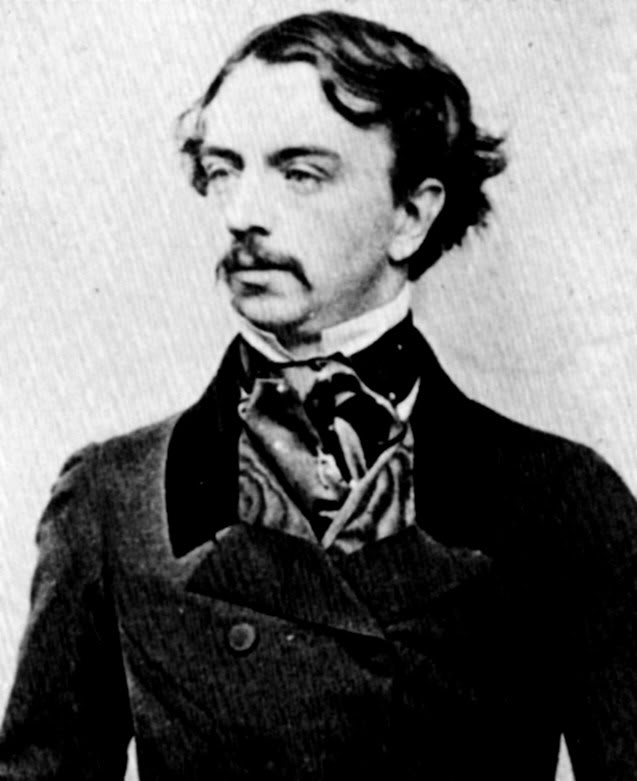
파르마 공작 카를로 3세

파르마 공작 카를로 3세(이탈리아어: Carlo III di Borbone-Parma, 1823년 1월 14일 ~ 1854년 3월 27일)는 파르마 공국의 공작(재위: 1849년 5월 17일 ~ 1854년 3월 27일)이다. 산책나간 도중에 암살당하여 후계는 아들 로베르토에게 돌아갔다.